# Kajman okularowy

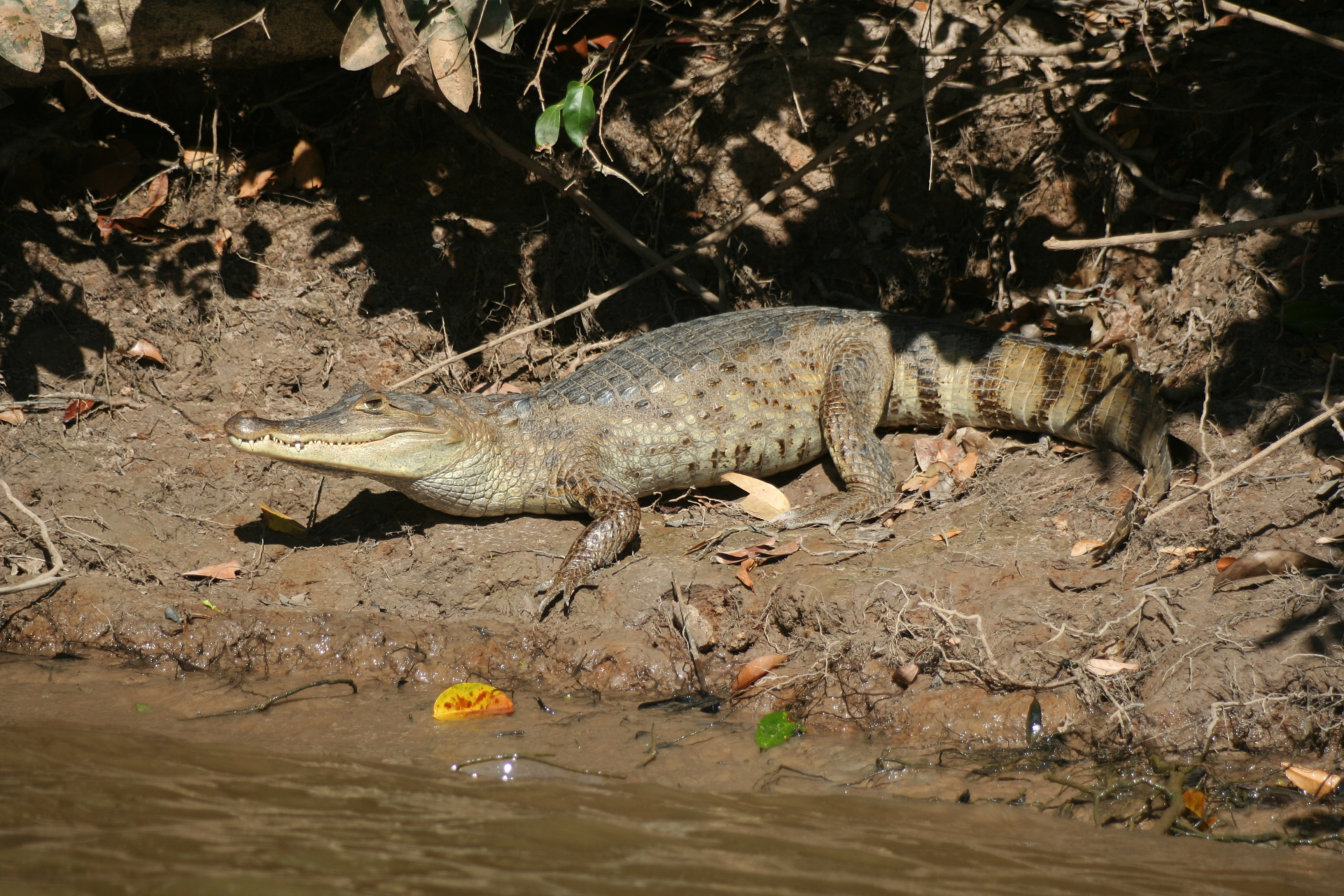
Kajman w środowisku naturalnym

Kajman okularowy, kajman krokodylowy (Caiman crocodilus) – gatunek gada z rodziny aligatorowatych (Alligatoridae).

## Występowanie
Ameryka Południowa i Środkowa: Brazylia, Kolumbia, Kostaryka, Ekwador, Salwador, Gujana, Gujana Francuska, Gwatemala, Honduras, Meksyk, Nikaragua, Panama, Peru, Surinam, Tobago, Trynidad, Wenezuela. Na Kubie i w PortoRiko został introdukowany podgatunek Caiman crocodilus fuscus. Szacowana dzika populacja wynosi ponad 1.000.000 osobników.

## Taksonomia
Gatunek po raz pierwszy naukowo opisał w 1758 roku szwedzki przyrodnik Karol Linneusz, nadając mu nazwę Lacerta crocodilus. Jako miejsce typowe wskazał wody Afryki, Azji i Ameryki (łac. Habitat in Africae, Asiae, Americae Aquis); ograniczone w 1955 roku do Gujany.

## Charakterystyka
OpisNa dużej masywnej głowie pomiędzy oczami na kościach czaszki pod oczodołami występuje kościsty twór, przypominający poprzeczkę okularów. Podobny kostny twór mają kajman czarny i kajman szerokopyski. Pysk średnio długi. Ubarwienie ciała zazwyczaj ciemnooliwkowe. Młode osobniki są żółte z ciemnymi plamami na ciele i ogonie. Wraz z wiekiem żółty kolor zanika. Podgatunki różnią się między sobą kolorem, rozmiarami i kształtem czaszki.
BiotopGatunek nizinny łatwo adaptujący się do różnych warunków środowiska. Preferuje obszary ze spokojnymi ciekami wodnymi. Z całej rodziny zajmuje największy obszar. Do pewnego stopnia toleruje zasolenie wody.
PokarmRyby, płazy, gady, ptaki wodne oraz ssaki. Młode żywią się rozmaitymi wodnymi bezkręgowcami: owady, skorupiaki, mięczaki.
BehawiorKiedy warunki zewnętrzne stają się niekorzystne przeczekuje je ukryty w norze w błocie.